# Marionette
Marionette var ett melodiskt death metal-band från Göteborg. Det bildades 2005 och upplöstes 2017.

## Medlemmar
Slutlig banduppställning
- Mikael Medin – basgitarr (2005–2017)
- Aron Parmerud – gitarr, bakgrundssång (2005–2017)
- Linus Johansson – keyboard (2005–2017)
- Anton Modig – gitarr (2008–2017)
- Alexander Andersson – sång (2010–2017)
- Jimmie Olausson – trummor (2011–2017)

Tidigare medlemmar
- Johan Sporre – gitarr, sång
- Axel Widén – sång (2005–2010)
- The Roy (Roy Ekelund) – sång (2005–2006)

## Diskografi
Demo
- 2005 – A Lucid Dream
- 2007 – Terror Hearts

Studioalbum
- 2008 – Spite
- 2009 – Enemies
- 2011 – Nerve
- 2016 – Propaganda